# X-Offender
Singles de Blondie
In the Flesh
(1977)
X-Offender est une chanson du groupe américain de new wave, Blondie. Écrite par Gary Valentine et Debbie Harry pour l'album éponyme, Blondie, la chanson sort en single en juin 1976.

## Information sur la chanson
Le titre de la chanson est à l'origine «Sex Offender». Le bassiste Gary Valentine écrit initialement sur un garçon de 18 ans arrêté pour avoir eu des relations sexuelles avec sa petite amie plus jeune que lui. Debbie Harry modifie les paroles pour que la chanson parle d'une prostituée attirée par l'agent de police qui l'a arrêtée. La chanson est produite par Richard Gottehrer qui a travaillé avec le groupe des années 1960, The Angels. 
Private Stock insiste pour que le nom du single devienne X Offender pour éviter la polémique. Le titre sort à la mi-1976, avec la face B In the Sun.

## Liste des titres
US 7"
1. X Offender (single version) (Gary Valentine, Deborah Harry) – 3:15
2. In the Sun (single version) (Stein) – 2:38

UK 7"
1. X Offender (album version) (Harry, Valentine) – 3:13
2. In the Flesh (Harry, Chris Stein) – 2:33